# K.k. Gendarmerie
Die k.k. Gendarmerie (französisch gens d'armes: „bewaffnete Leute“) wurde als militärisch organisierter Wachkörper per kaiserlicher Verordnung vom 8. Juni 1849 ins Leben gerufen. Mit der Neuordnung des öffentlichen Sicherheitswesens nach der Revolution von 1848 löste die kaiserlich-königliche (k.k.) Gendarmerie eine Vielzahl der auf dem Land in Dörfern und Kleinstädten aktiven Sicherheitsorgane (Büttel, Landdragoner u. a.) ab, einschließlich der gutsherrlichen Patrimonialpolizei.
Mehrmals reorganisiert, war die k.k. Gendarmerie unmittelbarer Vorläufer der Bundesgendarmerie, Vorbild der königlich-ungarischen (k.u.) Gendarmerie (1881) und, gemeinsam mit letzterer, Mutterorganisation des k.u.k. Gendarmeriekorps für Bosnien und die Herzegowina (1879/1908).

## Korpsgeschichte von 1849 bis 1918

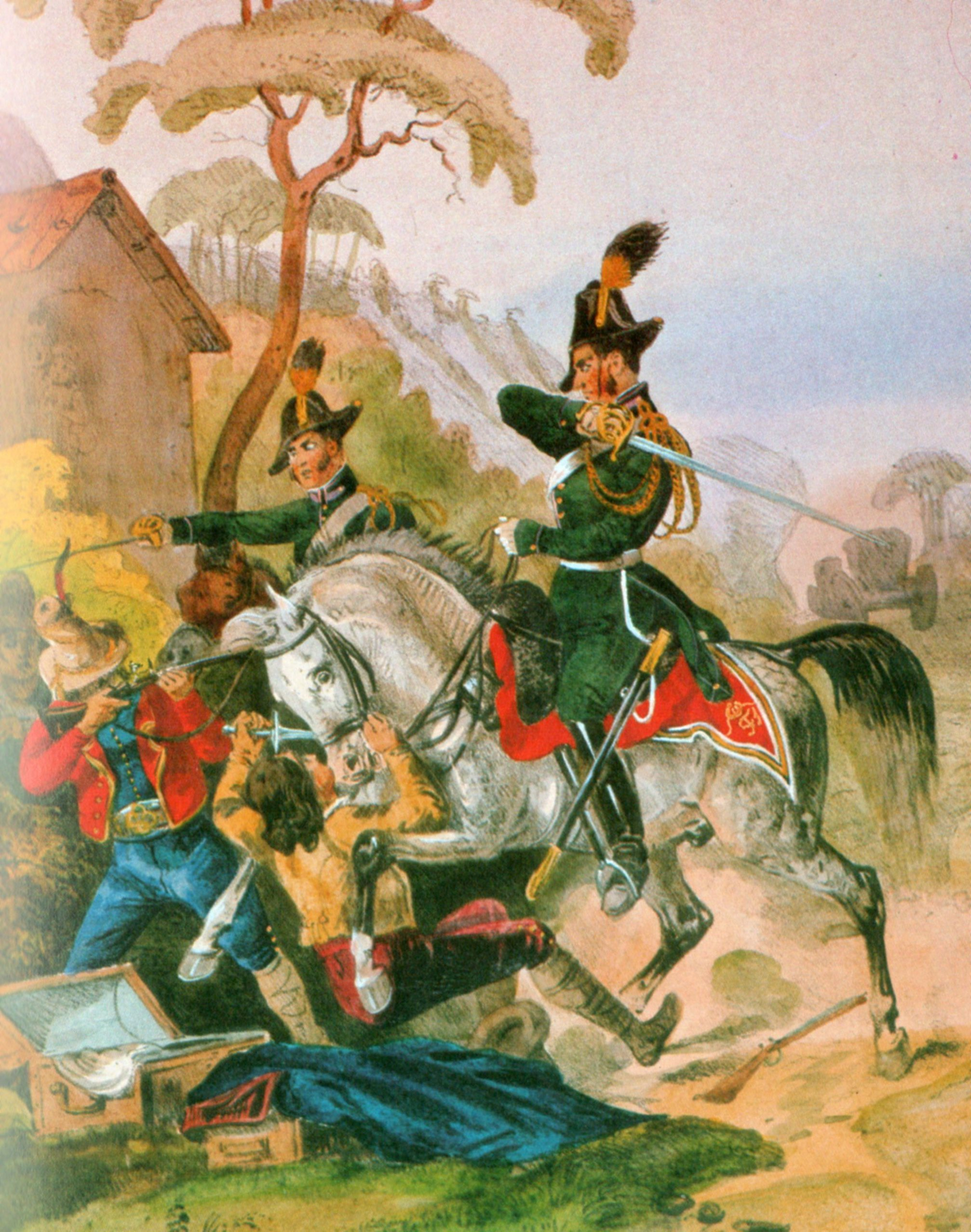
Lombardische Gendarmerie im Kaiserreich Österreich um 1840.

Anfangs als Sicherheitstruppe „im ganzen Umfange des österreichischen Kaiserthums“ konzipiert, erstreckte sich das Wirkungsgebiet eines staatlichen Polizeiorgans damit erstmals über das gesamte Territorium der Habsburgermonarchie. Die Leitung der neuen Truppe übernahm als „General-Gendarmerie-Inspector“ der Feldmarschallleutnant Johann Franz Kempen, Freiherr von Fichtenstamm.
Vorbild der neuen Organisation war das Gendarmerieregiment in der Lombardei. Mit der Annexion des lombardisch-venezianischen Königreichs nach dem Wiener Kongress 1815 übernahm Österreich das dort aktive, knapp 1.000 Mann starke Gendarmerieregiment. Bis dahin war in der Habsburgermonarchie allein das 1776 in den größeren Städten (Wien, Lemberg, Krakau, Przemysl u. a.) aufgestellte „Militärische Polizei-Wach-Corps“ (seit 1840: „Militär-Polizei-Commanden“) als militärisch organisierte Sicherheitswache bekannt gewesen.
Die dunkelgrüne, rot paspelierte Uniform nebst der an der linken Schulter getragenen Achselschnur wurde von der k.k. Gendarmerie und von der gleichzeitig etablierten Abteilung Leibgarde-Gendarmerie („Burggendarmen“; seit 1868: K.u.k. Leibgardereitereskadron) kopiert, wobei letztere gemeinsam mit der ähnlich uniformierten k.(u.)k. Leibgarde-Infanteriekompanie den Wach- und Ordonnanzdienst in der Wiener Hofburg versah.
Von der Bevölkerung zunächst begrüßt, wurde die k.k. Gendarmerie in der Ära des Neoabsolutismus (1850–1860) politisch instrumentalisiert: Neben der Verbrechensbekämpfung gehörte nun auch die Anfertigung politischer Dossiers über öffentliche Funktionsträger (Lehrer, Richter, Beamte usw.) zu ihrem Aufgabenkreis.
Im Zuge des Österreichisch-Ungarischen Ausgleichs 1867 verlor die k.k. Gendarmerie die Zuständigkeit für die ungarische Reichshälfte; lediglich in Kroatien-Slavonien und Siebenbürgen blieb die Gendarmerie aktiv. Erst 1881 kam es in Transleithanien mit der Installierung der königlich-ungarischen (k.u.) Gendarmerie zur Gründung einer einheitlichen Landessicherheitswache. Zuvor hatten sich die zuständigen lokalen Behörden als Ordnungsmacht überfordert gezeigt. Das 1871 wiederaufgestellte „Serezaner-Corps“, das seinen Dienst an der ehemaligen Militärgrenze verrichtet hatte, ging in der neuen k.u. Gendarmerie auf.
Zunächst Teil des k.k, später k.u.k. Heeres, wurde die k.k. Gendarmerie mit dem Gendarmeriegesetz vom 26. Februar 1876 unter k.k. Ministerpräsident Fürst Adolf von Auersperg aus dem Heeresverband herausgelöst. Was den öffentlichen Sicherheitsdienst betraf, unterstand sie den jeweiligen k.k. Bezirks- und Landesbehörden. In militärischen, administrativen und ökonomischen Belangen war das k.k. Ministerium für Landesverteidigung vorgesetzte Behörde; die Gendarmerie war somit formal Teil der Landwehr, ihre Angehörigen waren dem Rechtsstatus nach Soldaten. Erst 1918, nach dem Untergang der Monarchie, wurden die Gendarmen auch unterhalb der Offiziersebene Staatsbeamten gleichgesetzt und der Zivilgerichtsbarkeit unterstellt.

k.u.k. Feldgendarmen

Seit der 1870 verfügten Aufstellung von – nur im Kriegsfall zu mobilisierenden – Feldgendarmerie-Abteilungen hatten die zwei bzw. drei Landesgendarmerien das dafür notwendige Personal an Offizieren und Fußgendarmen zu stellen (berittene Feldgendarmen stellte zunächst die Kavallerie). Im Ersten Weltkrieg waren die k.u.k. Feldgendarmerie und die ihr attachierten Hilfs- bzw. Ersatzgendarmen vor allem mit der Aufrechterhaltung der Ordnung hinter der Front und in den besetzten Gebieten beauftragt, wozu auch die Bekämpfung des feindlichen Spionagewesens und sog. Komitadschibanden (bewaffnete Freischärler) gehörte. Die 1897 erlassenen „Organische(n) Bestimmungen und Dienstvorschrift für die Feldgendarmerie der k.u.k. Armee“ konkretisierten das weitere Aufgabenfeld, wozu insbesondere die Unterstützung der Generalstabsoffiziere mittels Kundschafter-, Kurier-, Ordonnanz- und Eskortedienst zählte. Ferner war die Feldgendarmerie für die Einbringung von Deserteuren verantwortlich sowie für die Regelung des Straßenverkehrs; zu bloßen Bewachungsaufgaben wie den Transport von Kriegsgefangenen sollten die gut ausgebildeten Feldgendarmen möglichst nicht herangezogen werden.

## Organisation
Per Verordnung des Ministeriums des Innern vom 18. Januar 1850 über die „Organisierung der Gendarmerie“ erfolgte die im Reichsgesetzblatt veröffentlichte Aufstellung von sechzehn Gendarmerie-Regimentern. In jedem Kronland versah eines (in Ungarn: drei) der laut Statut etwa 1000 Mann zählenden Regimenter seinen Dienst. Jedes Regiment bestand aus mehreren diensttuenden Flügeln, denen jeweils ein Rittmeister 1. oder 2. Klasse vorstand. Die Flügel wiederum waren in Züge gegliedert, die jeweils ein Oberleutnant oder Leutnant kommandierte. Untereinheit des Zugs war der aus mehreren Posten bestehende Bezirk mit einem Wachtmeister bzw. Postenführer an der Spitze.
| Regiments-Nummer | Kronland                                           | Regiments-Nummer | Kronland               |
| ---------------- | -------------------------------------------------- | ---------------- | ---------------------- |
| 1                | Österreich ob und unter der Enns und Salzburg      | 9                | Woiwodina              |
| 2                | Böhmen                                             | 10               | Kroatien und Slawonien |
| 3                | Mähren und Schlesien                               | 11               | Illyrien               |
| 4                | Galizien mit der Bukowina und dem Krakauer Gebiete | 12               | Steyermark             |
| 5                | Ungarn                                             | 13               | Tirol und Vorarlberg   |
| 6                | Ungarn                                             | 14               | Lombardei              |
| 7                | Ungarn                                             | 15               | Venezien               |
| 8                | Siebenbürgen                                       | 16               | Dalmatien              |

1854 wurde die Zahl der Regimenter von sechzehn auf neunzehn erhöht. Grund war die zu große Ausdehnung der Zuständigkeitsbereiche der Regimenter 4, 5 und 6. Die Änderungen waren wie folgt:
| Regiments-Nummer | Kronland                              | Regiments-Nummer | Kronland                      |
| ---------------- | ------------------------------------- | ---------------- | ----------------------------- |
| 4                | Ost-Galizien und Bukowina             | 17               | Krakau                        |
| 5                | Verwaltungsgebiet von Kaschau (Kassa) | 18               | Preßburg (Pozsony/Bratislava) |
| 6                | Pest                                  | 19               | Ödenburg (Sopron)             |

Nach dem Verlust der Lombardei 1859 an Frankreich und mit der Umwandlung der Gendarmerieregimenter 1866 in fünfzehn Landesgendarmeriekommanden (LGK) ergaben sich folgende Neueinteilung:
| LGK-Nr. | Stabsstation | Kronland                            | LGK-Nr. | Stabsstation | Kronland                               |
| ------- | ------------ | ----------------------------------- | ------- | ------------ | -------------------------------------- |
| 1       | Wien         | Nieder- u. Oberösterreich, Salzburg | 9       | Temesvár     | Ungarn                                 |
| 2       | Prag         | Böhmen                              | 10      | Klausenburg  | Siebenbürgen                           |
| 3       | Venedig      | Venetien, Tirol, Vorarlberg         | 11      | Lemberg      | Ost-Galizien und Bukowina              |
| 4       | Brünn        | Mähren und Schlesien                | 12      | Krakau       | West-Galizien                          |
| 5       | Kaschau      | Ungarn                              | 13      | Laibach      | Steiermark, Kärnten, Krain, Küstenland |
| 6       | Pest         | Ungarn                              | 14      | Agram        | Kroatien und Slawonien                 |
| 7       | Preßburg     | Ungarn                              | 15      | Zara         | Dalmatien                              |
| 8       | Ödenburg     | Ungarn                              |         |              |                                        |

Die bedeutendsten Veränderungen brachte das Jahr 1867. Nach der Niederlage gegen Preußen und Italien im Deutschen Krieg 1866 ging Venetien an Italien verloren. Gleichzeitig wurde Ungarn ein eigenständiger Reichsteil innerhalb des habsburgischen Staatsverbands.
Eine Zirkularverordnung vom 8. Mai 1867 verfügte die Übertragung des Sicherheitsdienstes an die ungarischen Landesbehörden. Allerdings kam es erst 1881 zur Gründung einer eigenen königlich-ungarischen (k.u.) Gendarmerie, deren Entwicklung von der nunmehr in ihrem Bestand reduzierten k.k. Gendarmerie im österreichischen Reichsteil weitestgehend unbeeinflusst blieb. In der ungarischen Reichshälfte blieb die k.k. Gendarmerie vorerst nur in Kroatien-Slavonien sowie in Siebenbürgen erhalten, wo sie vorübergehend dem Reichskriegsministerium unterstellt wurde. 1868 wurde die Gendarmerie-Zentralinspektion aufgehoben; die Befugnisse gingen an das k.k. Landesverteidigungsministerium in Wien über, womit die k.k. Gendarmerie Teil der k.k. Landwehr wurde. Der militärische Oberbefehl sowie die Disziplinargewalt lag bei einem neu systematisierten Gendarmerieinspektor.
| LGK-Nr. | Kronland                            | LGK-Nr. | Kronland                               |
| ------- | ----------------------------------- | ------- | -------------------------------------- |
| 1       | Nieder- u. Oberösterreich, Salzburg | 6       | (aufgelassen)                          |
| 2       | Böhmen                              | 7       | Steiermark, Kärnten, Krain, Küstenland |
| 3       | Tirol und Vorarlberg                | 8       | Kroatien-Slawonien                     |
| 4       | Mähren und Schlesien                | 9       | Dalmatien                              |
| 5       | Galizien                            | 10      | Siebenbürgen                           |

Im Gefolge der 1873 erlassenen Bestimmungen, nach denen die Gliederung der k.k. Gendarmerie der politischen Einteilung Cisleithaniens zu folgen hatte, kam es nochmals zu einer Reorganisation:
| LGK-Nr. | Sitz                              | Kronland             | LGK-Nr. | Sitz                              | Kronland       |
| ------- | --------------------------------- | -------------------- | ------- | --------------------------------- | -------------- |
| 1       | Wien                              | Niederösterreich     | 9       | Zara                              | Dalmatien      |
| 2       | Prag                              | Böhmen               | 10      | (1876 zum k.u. Honvédministerium) |                |
| 3       | Innsbruck                         | Tirol und Vorarlberg | 11      | Linz                              | Oberösterreich |
| 4       | Brünn                             | Mähren               | 12      | Laibach                           | Krain          |
| 5       | Lemberg                           | Galizien             | 13      | Czernowitz                        | Bukowina       |
| 6       | Graz                              | Steiermark           | 14      | Klagenfurt                        | Kärnten        |
| 7       | Triest                            | Istrien              | 15      | Troppau                           | Schlesien      |
| 8       | (1876 zum k.u. Honvedministerium) |                      | 16      | Salzburg                          | Salzburg       |

## Uniform und Ausrüstung

### Die Adjustierung von 1849
Ein Erlass des Kriegsministeriums vom 14. Februar 1849 definierte die Vorschriften der für die gesamte Monarchie gültigen Gendarmerieadjustierung. Von den Bestimmungen ausgenommen blieb interessanterweise die Musterformation der kk. Gendarmerie, das Gendarmerieregiment in der Lombardei.
Statt des Uniformfracks wurde ein gleichfarbiger mit gelben Knöpfen besetzter, dunkelgrüner zweireihiger Waffenrock mit rosenroter Paspelierung an Kragen, Ärmelaufschlägen, Knopfleiste, Rocksaum und Taillenfalten Vorschrift. Die rosenroten Paroli (Kragenspiegel) schmückte ein Knopf mit erhaben geprägter Regimentsnummer; außerdem waren auf den Paroli die Rangsterne aufgenäht bzw. für Offiziere aufgestickt (siehe unten). An den Schultern wurden rot unterfütterte Achselleistchen von gelber Wolle (für Offiziere von Gold) getragen, die als Halterung der Epauletten und der Anhängeschnur dienten. Die an der linken Schulter eingehängte „kaisergelbe Anhängeschnur“ bestand aus vier Schnüren (zwei doppelt-verdrillte und zwei einfache), deren vier freie Enden Teil unter dem hindurch geführt und an den Brustknöpfen zwei bis fünf zu befestigen waren. Die rechte Schulter schmückte bei Mannschaften eine kaisergelbe Kontreepaulette in der Form einer dreiblättrigen Kleeblattsform; Offiziere waren an einer für alle Offiziersdienstgrade identischen goldgestickten Epaulette ohne Behang (Fransen, Bouillons) zu erkennen.
Im Winter wurden lichtgraue Pantalons mit rosenroter Hosennaht getragen, die Sommerhosen waren aus weißem Leinen. Dazu schwarze Stiefeletten; eine Besonderheit waren die von den berittenen Gendarmen anstelle von Reitstiefeln getragenen schwarzen Ledergamaschen.
Neu war die schwarze Pickelhaube mit Doppeladler und Schuppenkette aus Gelbmetall; im Gegensatz zu Deutschland wurde der Helm auch in den Vorschriften „Pickelhaube“ genannt. Die hohe, glockenartige Form ging auf das Ausrüstungstück der Nationalgarde-Kavallerie von 1848/49 zurück und glich mehr dem russischen als dem preußischen Muster. Die berittene Gendarmerie führte außerdem einen roten Rosshaarbusch.
Interimsmäßig trugen Mannschaften und Unteroffiziere eine Mütze nach dem Schnitt der schwarzen Offizierskappe, jedoch aus dunkelgrünem Tuch sowie Kappenrose und Schnüre aus schwarz geritzter kaisergelber Wolle. Im Dienst waren für alle Gendarmen „weiße Lederhandschuhe“ Vorschrift.
Säbelüberschwungriemen und Kartuschriemen aus weißem Sämischleder waren kreuzweise über dem Rock zu tragen. Die dem Emblem der Grenadiere nachempfundene Messinggranate auf der schwarzen Kartusche (Patronentasche) wurde zum charakteristischen „Korpsabzeichen“, das – mit Unterbrechungen – bis in die Gegenwart gebräuchlich war.
Die Bewaffnung der Fußgendarmen bestand aus einem gelb montierten kurzen Säbel mit einfachem Bügelkorb aus Messing; Vorbild war der französische „Sabre briquet“ (AN IX) der napoleonischen Ära. Die berittene Gendarmerie führte einen längeren Säbel mit Spangenkorb; außerdem eine Perkussionspistole links vom Sattel. Der kurze  Perkussions-Karabiner mit Tüllenbajonett war für alle Gendarmen vorgeschrieben; ihm folgte ab 1854 das Extracorps-Gewehr mit Perkussionsschloss. Offiziere führten den Säbel der deutschen leichten Kavallerie mit blanker Metallscheide.
Gemäß dem Rescript vom 13. Jänner 1850 verwendete die Gendarmerie die „Dienstgradabzeichen des Heeres“
Die 1849 im Heer eingeführten sechsspitzigen Rangsterne der Oberoffiziere sowie die Kragen- und Ärmelborten der Stabsoffiziere folgten der Knopffarbe des Regiments. Demnach waren die Kragendienstgradabzeichen der Gendarmerie-Oberoffiziere goldgestickt, jene der Stabsoffiziere silbern. Die Kragendienstgradabzeichen der Mannschaften bestanden aus weißen Tuchsternen. Gefreite und Vice-Korporale kennzeichnete ein Stern, Korporale zwei und Wachtmeister drei Sterne. Alle Mannschaftsdienstgrade legten das kaisergelbe, schwarz durchwirkte Portepee der Heeresunteroffiziere an. Das Portepee sowie die gelben Achselleisten (siehe oben) waren vom Dienstgrad Vice-Korporal aufwärts aus Seide, für niedere Grade aus Wolle.
Seit 1851 trugen Gendarmen sowie Korporale zwei, Wachtmeister drei Tuchsterne; Korporale und Wachtmeister kennzeichnete zusätzlich ein gelbes dessiniertes Börtchen, das den ganzen unteren Kragenrand umlief. Bei keinem Dienstgrad fehlen durfte der hinter den Dienstgradabzeichen angebrachte kleine Regimentsknopf. Mit der Einführung des Dienstgrades Zugsführer in der k.k. Armee im Jahre 1857 wechselte der Korporal seine Bezeichnung in Postenführer und war nun an drei Tuchsternen zu erkennen; das Kragenbörtchen entfiel und war nun Privileg des Wachtmeisters.

### Die Adjustierung von 1860
Anfang des Jahres 1860 wurde die Adjustierung wie folgt geändert: Der schwere Helm wich einem Filzhut nach Art der k.k. Jägertruppe, mit Federbusch der Jäger und dem Doppeladler (stattdessen ab 1863 die Granate) an der hochgeschlagenen linken Hutkrempe. Die Hutkrempe wurde 1861 beidseitig hochgeschlagen; gleichzeitig wurde eine grasgrüne Hutschnur (Offiziere: gold mit schwarzer Ritzung) eingeführt.
Die Egalisierungsfarbe wechselte zu einem hellen Krapprot. Der Waffenrock erhielt Achselwülste, die gelben bzw. goldenen Leistchen entfielen. Die Achselschnüre wurden durch eine schlichte, grasgrüne Signalpfeifenschnur ersetzt, ähnlich der 1868 eingeführten Schützenauszeichnung der k.k. Jäger.
Fußgendarmen trugen den nunmehr gänzlich schwarz lackierten Kartuschriemen ab sofort als Gürtel um die Leibesmitte; daran befestigt waren Bajonett- und Säbeltasche. Auch die Offiziere legten nun die Kartusche an, jedoch mit krapprotem Samt gefüttert.

### Die Adjustierung von 1868
Die militärische Niederlage gegen Preußen 1866 stieß erneute Veränderungen in der Adjustierung an. Der Waffenrock wurde einreihig mit sechs Knöpfen, der Stehkragen war nun komplett krapprott gefärbt. Vom Heer übernommen wurde die neu eingeführte Bluse mit verdeckter Knopfleiste, je zwei Brust- und Schoßtaschen mit geschweiften Patten, die Achselspangen aus dem Grundtuch. Das taschenlose „Leibel“ wurde ausgemustert.
Die neue „Lagermütze“ wurde aus dem blaugrauen, fast schwarzen Stoff der Hosen hergestellt.

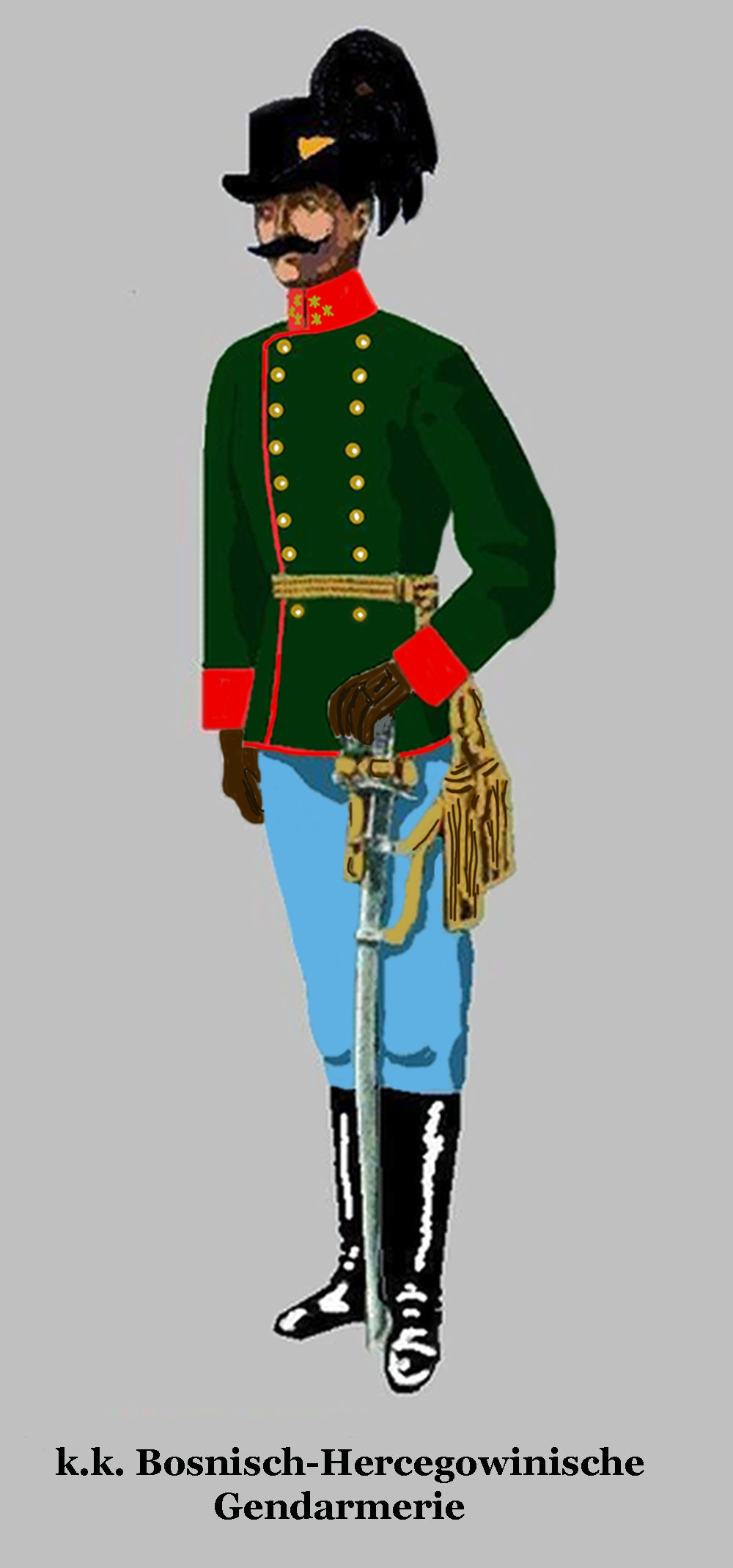
Hauptmann der k.k. Bosnisch-Hercegowinischen Gendarmerie in Sommeradjustierung

### Die Friedensadjustierung von 1899 bis 1918
Im Jahr 1899 wurde eine neue Adjustierung befohlen, die dann bis zum Ende der Habsburgermonarchie regulär Verwendung fand. Unter Beibehaltung der charakteristischen dunkelgrünen Farbe wurde der Waffenrock nunmehr wieder zweireihig; die jeweils acht Knöpfe aus Gelbmetall führten die Nummer des jeweiligen Landesgendarmeriekommandos. Neben dem Kragen waren nun auch die Ärmelaufschläge und Achselklappen erstmals gänzlich krapprot gefärbt. Wieder eingeführt wurde die kaisergelbe Anhängeschnur, die zu Paraden an der linken Schulter anzubringen war.
Den Jägerhut mit Federbusch ersetzte ein Helm mit Doppeladler und Schuppenband aus Gelbmetall (Messing, Tombak). Bei Offizieren waren alle Beschläge vergoldet. Die der deutschen Pickelhaube ähnelnde Kopfbedeckung aus schwarz lackiertem Leder erwies sich gegenüber Nässe und Hitze als anfällig und musste bereits 1902 einem Korkhelm mit wasserdicht imprägniertem khakibraunen Stoffüberzug weichen; die Pickelhaubenform wurde beibehalten. Nach dem Ausbruch des Ersten Weltkriegs unterschied der Korkhelm die zur Feldgendarmerie abgestellten regulären Gendarmen von den Hilfsgendarmen, die unter den Heeressoldaten rekrutiert wurden; diese trugen die übliche Feldkappe. Für alle verpflichtend war eine am linken Ärmel zu tragende schwarz-gelbe Binde.
Die Sommerhosen waren aus lichtgrauem Baumwollstoff; die Winterhosen blieben theoretisch blaugrau, waren in der Praxis jedoch fast schwarz. Obwohl der Karabiner inzwischen eine effektive Primärwaffe darstellte, hatte der uniformierte Gendarm stets den (für Fußgendarmen kurzen) gekrümmten Gendarmeriesäbel umzuschnallen; dieser diente einst als Hilfswaffe, nun aber vor allem als Statussymbol. Die Funktion des Dienstabzeichens übernahm indes die vor dem Bauch getragenen Kartusche (Patronentasche); diese war im Dienst selbst dann umzuschnallen, wenn der Karabiner nicht mitgeführt wurde. Die Kartusche war für die neue 8-mm-Karabinermunition zu adaptieren und erhielt nun anstelle der Granate den Doppeladler aus Tombak; damit kam das Granatenemblem bis auf weiteres bei der Gendarmerie außer Gebrauch.

## Rangbezeichnungen und Dienstgradabzeichen 1918/1919
Die Dienstgrade und (die am Kragen getragenen) Dienstgradabzeichen („Distinktionen“) folgten dem Vorbild der k.u.k. Armee, wiesen davon jedoch Abweichungen auf. Die Tabelle zeigt den Stand vom 23. Jänner 1919, als mit Erlass des Deutschösterreichischen Staatsamtes des Innern (sic) die bisherigen militärischen Dienstgradbezeichnungen „zivilisiert“ wurden. Die neuen Rangabzeichen orientierten sich an dem System aus Kragenbördchen der Sicherheitswache. Spätestens 1924 war man aber zu den traditionellen Kragendistinktionen aus sechsspitzigen Sternen und Borten zurückgekehrt. Dabei wurde allerdings das bis 1918 existierende System, speziell bei den Gendarmen unterhalb der Ebene der Leitenden Beamten („Offiziere“), merklich abgewandelt.
| Alte Rangbezeichnung | Altes Dienstgradabzeichen | Neue Rangbezeichnung | Neues Dienstgradabzeichen |
| --- | --- | --- | --- |
| Gendarmen (inkl. „Titular-Wachtmeister“) bzw. Eingeteilte Beamte (entsprechend der seit 1934 gültigen Kategorisierung)                                    | | | |
| Probegendarm | ein sechsspitziger weißer Stern aus hochkant gepressten Celluloid (bis 1900/02 aus Tuch) | Probegendarm zwischenzeitlich Provisorischer Gendarm                                                                                               | 13 mm breites dessiniertes Silberbörtchen, an deren hinteren Ende ein kleiner versilberter Metallknopf am Kragenparoli; über der Borte im Abstand von 0,2 cm ein 0,5 cm schmales Silberbörtchen |
| Gendarm | zwei Sterne | Gendarm | wie Probegendarm, aber zwei Silberbörtchen |
| Führer (bis Juli 1914 '„Titular-Postenführer“; 1857 Umbenennung von „Gendarmerie-Korporal“ <zwei Sterne, kaisergelbe Kragenborte> in „Postenführer“)      | drei Sterne | Führer | wie Gendarm, also zwei Silberbörtchen |
| Vizewachtmeister (bis 1914 „Titular-Wachtmeister“) | drei Sterne, seit Juli 1914 zusätzl. 20 mm breite dessinierte Feldwebelborte aus kaisergelber Seide an Kragenansatznaht und den vorderen Kragenkanten | Gendarmeriepatrouillenleiter 1920 aufgeteilt in Patrouillenleiter und Rayonsinspektor (VWm bzw. Patrl. mit bestandener Chargenschulprüfung)        | wie Probegendarm, aber drei Silberbörtchen |
| („wirkliche“) Wachtmeister bzw. Dienstführende Beamte (entsprechend der seit 1934 gültigen Kategorisierung)                                               | | | |
| Wachtmeister II. u. I. Klasse (bis 1914 „Titular-Wachtmeister-Postenführer“ u. „Wachtmeister-Postenkommandant“)                                           | drei gestickte Sterne aus weißer Seide; 13 mm breite Feldwebelborte aus Silberdraht (bis 1907 kaisergelbe Feldwebelborte); Wm I. Kl. zusätzl. Offz.-Säbel in Stahlscheide (1895) mit offenem seidenem Portepee (1907), seidene Anhängeschnur der Offz., Kappe nach Art der Armee-Kadett-Offiziersstellvertreter sowie deren Kartentasche (1907) | Gendarmeriepostenleiter 1920 umbenannt in Gendarmerie-Revierinspektor                                                                              | wie Probegendarm, aber in Gold |
| Bezirkswachtmeister bis 1914 „Wachtmeister-Bezirksgendarmeriekommandant“ Stabswachtmeister (ehem. Adjutanturs-Hilfsarbeiter bzw. Rechnungs-Hilfsarbeiter) | drei Sterne aus weißer Seidenstickerei; Feldwebelborte aus Silberdraht, darüber in 3 mm Abstand ein 6 mm schmales Silberbörtchen | Gendarmeriebezirksleiter (1920 umbenannt in Gend.-Bezirksinspektor) Wirtschaftsoffizial II. Klasse                                                 | wie Gendarmeriepostenleiter, aber zwei Goldbörtchen |
| Offiziere bzw. Leitende Beamte (entsprechend der seit 1934 gültigen Kategorisierung)                                                                      | | | |
| Leutnantrechnungsführer / Rechnungsakzessist | ein sechsspitziger gestickter Silberstern | Gendarmeriewirtschaftsoffizial II. Klasse | wie Gendarmeriebezirksleiter |
| Oberleutnantrechnungsführer / Rechnungsoffizial | zwei Sterne | Gendarmeriewirtschaftsoffizial I. Klasse | wie Gendarmeriebezirksleiter, aber drei Goldbörtchen |
| Rittmeister Hauptmannrechnungsführer / Rechnungsoberoffizial                                                                                              | drei Sterne | Gendarmerieabteilungsinspektor Gendarmeriewirtschaftskommissär                                                                                     | 2,2 cm breite dessinierte Goldborte; dahinter ein vergoldeter Knopf mit 1,3 cm Durchmesser |
| Major Gendarmerierechnungsrat | ein gestickter Silberstern; 3,3 cm breite gold-dessinierte Stabsoffizierborte an Kragen und auf den Ärmelaufschlägen | Gendarmerieoberinspektor II. Klasse Gendarmeriewirtschaftsoberkommissär                                                                            | wie Gendarmerieabteilungsinspektor, aber zusätzlich 0,5 cm breites Goldbörtchen 0,2 cm über der breiten Goldborte                                                                               |
| Oberstleutnant Gendarmerieoberrechnungsrat II. Klasse | wie Major, zwei Sterne | Gendarmerieoberinspektor I. Klasse Gendarmeriewirtschaftsrat                                                                                       | wie oben, aber mit zwei schmalen Goldbörtchen |
| Oberst Gendarmerieoberrechnungsrat I. Klasse | wie Major, drei Sterne | Gendarmerielandesdirektor Gendarmeriewirtschaftsinspektor Gendarmeriezentraldirektor (Vorstand der Gendarmerieabteilung im Staatsamte des Inneren) | wie oben, drei schmale Goldbörtchen |

Anmerkungen:
Die Ränge der allgemeinen Laufbahn sind aus Gründen der besseren Lesbarkeit fett, die der Verwaltungslaufbahn sind kursiv gesetzt.
Das Portepee der Probegendarmen (im Gefreitenrang der Heeres) bestand aus kaisergelber Wolle, das der übrigen Mannschaftsdienstgrade war in der gelb-schwarzen Ausführung der Unteroffiziere des k.(u.)k. Heeres; bei Berittenen war das Band mit gelben Sämischleder gefüttert.